# Pterygotus
Pterygotus war ein im Silur und Devon lebender Seeskorpion. Er ist der zweitgrößte bisher gefundene Eurypterid und einer der größten bekannten Arthropoden aller Zeiten. Er konnte eine Länge von ungefähr 2,30 Metern erreichen.

## Körper

### Aussehen
Äußerlich sah Pterygotus wie andere Arten der im Silur weit verbreiteten Seeskorpione aus. Er besaß vier Augen, zwei enorme Netzaugen sowie zwei kleinere Augen in der Mitte des Kopfes. Sechs Paar Körperanhänge dienten zur Fortbewegung und zum Nahrungserwerb: vier normale Beinpaare in der Mitte, zwei „Ruderfüße“ hinten und vorne große Scheren, die den Scheren der Hummer ähnlich waren.

### Körperaufbau
Wie bei allen Seeskorpionen war der Körper von Pterygotus zweigeteilt. Am Prosoma-Schild befand sich das kieferlose Maul, die beiden Augenpaare sowie die zwölf Beine. Der aus zwölf Segmenten bestehende Hinterleib (genannt Opisthosoma) trug die Geschlechtsorgane sowie auch die Atmungsorgane. Das größere Augenpaar weist darauf hin, dass Pterygotus wohl ein visuell orientierter Räuber war. Der Schwanz (Telson) bildete ein großes Ruder, mit dem er vermutlich beschleunigen konnte. Bei verwandten Arten hatten sich auch eine Schere oder ein Stachel gebildet.

## Lebensweise

### Lebensraum
Pterygotus lebte in obersilurischen Meeren, die mit reichem Leben erfüllt waren. Er bevorzugte eher seichte Gewässer. Man fand Überreste in Europa und Nordamerika, die damals noch miteinander verbunden waren. Die südlichen Kontinente bildeten damals den Superkontinent Gondwana. Pterygotus lebte größtenteils auf und im sandigen Meeresgrund, doch seine primitiven Lungen erlaubten es ihm, kurze Zeit an Land zu gehen, obwohl er so groß war. Allerdings konnte er anders als die kleineren Seeskorpione (wie zum Beispiel Megalograptus) nicht das Meer verlassen, um sich fortzupflanzen oder zu brüten. Pterygotus konnte aber auch im Süßwasser leben. Vermutlich wich er in Seen und Flüsse aus, um Fische zu fangen.
Pterygotus war wohl ein gekonnter Schwimmer und konnte sich schnell und behände durch das Wasser bewegen. Er schwamm vermutlich durch Bewegen seines langen, flachen Schwanzes nach unten und nach oben. Der breite, flache Teil am Ende seines Schwanzes trieb ihn durch das Wasser, so wie die Fluke eines Walschwanzes. Er steuerte und stabilisierte sich durch Benutzen seiner Beine.

### Ernährung
Seeskorpione beherrschten im Silur die Meere, Fische waren noch keine große Konkurrenz, sondern Nahrung. Haie hatten sich noch nicht entwickelt. Pterygotus stand an der Spitze der Nahrungskette. Er jagte wahrscheinlich aus dem Hinterhalt, indem er sich im Sand eingrub oder in Pflanzen versteckte. Wie einige andere Fleischfresser ernährte er sich auch von Aas.

## Systematik
Pterygotus war verwandt mit dem größeren Jaekelopterus und der wenig bekannten Süßwassergattung Slimonia. Diese ausgestorbenen Lebewesen werden ebenfalls zur Gruppe der Seeskorpione innerhalb der Merostomata gezählt. Von letzterer Gruppe sind rezent nur noch die Pfeilschwanzkrebse vorhanden.
Aus der näheren Verwandtschaft von Pterygotus, den Pterygotidae, sind bisher 40 verschiedene Arten gefunden worden. Fundorte dieser Arten gibt es, mit Ausnahme der Antarktis, auf der ganzen Welt. Es gibt verhältnismäßig viele Fossilien von ihm, allerdings sind komplette Skelette relativ selten. Pterygotidae lebten vom Ordovizium bis zum Devon. Charakteristisch waren schmale bis lange Hautpanzer mit halbmondförmigen Schuppen. Die Oberhaut war dünn mit Überresten von sehr großen Körpersegmenten (Tergiten und Sterniten), konserviert als papierdünne Verdichtung. Eine vergleichbare Leichtgewicht-Konstruktion wurde kürzlich für die Arthropleura postuliert. Das Telson war breit und sehr flach. Pterygotidae hatten vorn am Kopf große Scheren mit scharfen, gut entwickelten Zähnen. Die Beine waren feingliedrig, ohne Dornen.
Pterygotus unterscheidet sich von den anderen Pterygotidae durch den gekrümmten äußeren Rand der Scheren (Chelae). Das Prosoma ist subtraperisoidal (trapezförmig mit runden Ecken) mit einer ausgeprägten dorsalen Kielflosse, die in einem kurzen Dorn endete.
Pterygotus gehörte zu den ersten, gigantischen Seeskorpionarten, die nachfolgenden waren kleiner und schwächer. Vermutlich wegen ihrer relativen Langsamkeit und ihrer Verletzlichkeit, durch die sie nicht wie die kleineren Seeskorpione an Land fliehen konnten, wurden sie zur Beute großer, fischartiger Placodermi wie z. B. dem Dunkleosteus. Der Bestand der großen Seeskorpione nahm im Devon ab.